# Liste du patrimoine immobilier classé de Hotton
Cette page regroupe l'ensemble du patrimoine immobilier classé de la commune belge de Hotton.
| Objet | Année de construction / Architecte | Adresse                   | Section communale  | Coordonnées                      | Numéro d’inventaire | Illustration |
| --- | ---------------------------------- | ------------------------- | ------------------ | -------------------------------- | ------------------- | --- |
| Vieux moulin à eau (moulin Faber) | 1729                               | Rue Haute                 | Hotton             | 50° 16′ 04″ nord, 5° 27′ 06″ est | 83028-CLT-0001-01   | Vieux moulin à eau (moulin Faber) |
| Ensemble formé par les rochers surplombant l'Ourthe, à l'endroit dénommé Plage de Renissart sur lesquels subsistent les vestiges d'un antique camp de refuge connu sous le nom de Ti-Château                               |                                    |                           | Hotton             | 50° 16′ 02″ nord, 5° 27′ 19″ est | 83028-CLT-0002-01   | Ensemble formé par les rochers surplombant l'Ourthe, à l'endroit dénommé Plage de Renissart sur lesquels subsistent les vestiges d'un antique camp de refuge connu sous le nom de Ti-Château |
| Grottes de Hotton et Hampteau |                                    |                           | Hotton et Hampteau | 50° 15′ 25″ nord, 5° 26′ 54″ est | 83028-CLT-0003-01   | Grottes de Hotton et Hampteau |
| Totalité du château de Deulin, totalité de la chapelle, ainsi que les façades et toitures des dépendances rue du Château, no 4 (M) et ensemble formé par cet édifice et les terrains environnants (S)                      |                                    | Deulin, rue du Château, 4 |                    | 50° 18′ 11″ nord, 5° 24′ 03″ est | 83028-CLT-0004-01   | Château de Deulin, chapelle, dépendances et terrains environnants |
| Ancien four banal (actuellement pavillon dépendant du château-ferme) |                                    | Bourdon, Grand-Route, 4   |                    | 50° 14′ 52″ nord, 5° 23′ 54″ est | 83028-CLT-0006-01   | Image manquanteTéléverser |
| Ferme (façades et toitures de tous les bâtiments de la parcelle 436 E et du fournil de la parcelle 428 D) |                                    | Melreux, rue du Noyer, 5  |                    | 50° 16′ 44″ nord, 5° 26′ 20″ est | 83028-CLT-0007-01   | Image manquanteTéléverser |
| Église Saint-Pierre et mur d'enceinte du cimetière (M) et ensemble formé par cet édifice et le cimetière (S) |                                    | Melreux                   |                    | 50° 16′ 46″ nord, 5° 26′ 18″ est | 83028-CLT-0009-01   | Église Saint-Pierre et cimetière |
| Façades et toiture de la maison sise rue Haute no 4 ainsi que l'intérieur du corps principal (M) |                                    | Rue Haute, 4              | Hotton             | 50° 16′ 06″ nord, 5° 26′ 53″ est | 83028-CLT-0010-01   | Façades et toiture de la maison sise rue Haute no 4 ainsi que l'intérieur du corps principal (M)                                                                                             |
| Château-ferme de Ny (jadis sur la commune d'EREZEE/Soy, Ny) |                                    | Ny                        |                    | 50° 17′ 03″ nord, 5° 28′ 42″ est | 83028-CLT-0011-01   | Château-ferme de Ny |
| Façades regardant la cour d'honneur du château de Deulin, à l'exception des parties remaniées en 1907-1908, et les toitures, ainsi que le vestibule, le grand salon, l'ancienne salle à manger et le petit salon Louis XVI |                                    | Deulin                    |                    | 50° 18′ 11″ nord, 5° 24′ 03″ est | 83028-PEX-0001-03   | Façades et toitures du château de Deulin, vestibule et 3 salles au rez-de-chaussée |
| Décors intérieurs polychromes de l'église Saint-Pierre |                                    | Melreux                   |                    | 50° 16′ 46″ nord, 5° 26′ 18″ est | 83028-PEX-0002-01   | Image manquanteTéléverser |